# Johann Jacob Büchting
Johann Jacob Büchting, modernisiert auch Johann Jakob Büchting, (* 9. März 1729 in Wernigerode; † 15. März 1799 in Harzgerode) war ein deutscher Landmesser, Markscheider und Forstmann.
Büchting besuchte bis 1745 das Lyceum in Wernigerode und widmete sich anschließend dem Forst- und Jagdwesen. 1752 ging er zum Studium von Physik und Mathematik an die Universität Halle. 1755 wurde Büchting Landmesser und Markscheider im anhaltischen Bernburg. 1764 erfolgte seine Ernennung zum Forstkommissar in Harzgerode. Im folgenden Jahr wurde er Beisitzer des dortigen fürstlichen Gesamt-Bergwerk.
Büchting verfasste mindestens acht selbständige Schriften.

## Schriften
- Kurz gefaßter Entwurf der Jägerei, 1756. (2. Aufl. 1768)
- Geometrisch-ökonomischer Grundriß zu einer regelmäßigen wirthschaftlichen Verwaltung der Waldungen etc., 1762 (2. Aufl. 1764)
- Gegründete Beurtheilung und Anmerkungen über Beckmann's Schrift von der Holzsaat etc., 1765.
- Beiträge zur praktischen Forstwissenschaft, 1769.
- Der kranke Recensent unter einem gesunden Himmelsstrich, 1770.
- Schreiben an den kranken Recensenten, Frankfurt und Leipzig 1773.